# Football américain aux Jeux mondiaux de 2005
Navigation
Wrocław 2017
Les épreuves de football américain des Jeux mondiaux de 2005 ont lieu du 15 juillet au 17 juillet 2005 à Duisbourg.

## Organisation
Le football américain est joué pour la première fois en tant qu'épreuve des Jeux mondiaux, en tant que sport de démonstration.

## Phase finale
En demi-finales, la Suède bat la France sur le score de 29 à 7, tandis que l'Allemagne s'impose face à l'Australie sur le score de 31 à 0.
La finale se conclut sur la victoire de l'Allemagne contre la Suède (20-6), alors que la France remporte le match pour la troisième place face à l'Australie (14-0).
|  | Demi-finales       | Demi-finales       |                 |   | Finale             | Finale             |
|  | Demi-finales       | Demi-finales       |                 |   | Finale             | Finale             |
|  |                    |                    |                 |   |                    |                    |
|  | 15 juillet - 13h00 | 15 juillet - 13h00 |                 |   | 17 juillet - 19h00 | 17 juillet - 19h00 |
|  | 15 juillet - 13h00 | 15 juillet - 13h00 |                 |   | 17 juillet - 19h00 | 17 juillet - 19h00 |
|  | France             | 7                  |                 |   | 17 juillet - 19h00 | 17 juillet - 19h00 |
|  | France             | 7                  |                 |   | 17 juillet - 19h00 | 17 juillet - 19h00 |
|  | Suède              | 29                 |                 |   | 17 juillet - 19h00 | 17 juillet - 19h00 |
|  | Suède              | 29                 | Suède           | 6 |                    |                    |
|  | 15 juillet - 19h00 |                    | Suède           | 6 |                    |                    |
|  |                    | Allemagne          | 20              |   |                    |                    |
|  | Australie          | Allemagne          | 20              | 0 |                    |                    |
|  | Australie          |                    |                 | 0 |                    |                    |
|  | Allemagne          | 31                 |                 |   |                    |                    |
|  | Allemagne          | 31                 | Troisième place |   |                    |                    |
|  |                    |                    |                 |   |                    |                    |
|  | 17 juillet - 13h00 |                    |                 |   |                    |                    |
|  |                    |                    |                 |   |                    |                    |
|  | France             | 14                 |                 |   |                    |                    |
|  | France             | 14                 |                 |   |                    |                    |
|  | Australie          | 0                  |                 |   |                    |                    |
|  | Australie          | 0                  |                 |   |                    |                    |

## Médaillés
| Épreuve          | Or | Argent | Bronze |
| ---------------- | --- | --- | --- |
| Tournoi masculin | Allemagne 3-D.Slupinsky 9-B.Dreier 11-F.Bambuch 13-M.Friese 25-O.Radtke 29-J.Hennek 32-C.Poschmann 34-H.Voss 45-C.v.Einem 50 M.Bleker 56-M.Elsen 58-F.Ingravalle 60-B.Baumann 61-F.Soehlke 62-R.Haas 76-S.Grundmann 77-J.Sidoroff 81-S.Judis 84-M.Biedenkapp 85-M.Schoepf 90-T.Rauch 92-K.Nuttbohm | Suède 13-H.Eriksson 16-K.Blidkvist 20-D.Jonsson 21-R.Belkacem 22-P.Ehrnvall 23-F.Haraldsson 26-P.Björnhammar 32-T.Rivelius 36-P.Bondesson 40-R.Nilsson 44-C.Lövgren 45-E.Fröstad 70-M.Berggren 71-B.Strandberg 73-M.Löhr 74-T.Löhr 77-P.Wendt 82-J.Perlström 84- S.Abdel Mainou 89-J.Alnervik 90-F.Pihlbäck 92-S.Josuason 95-F.Flyghed | France 3-M.Marie 4-K.Katouzian 8-W.Leonardo deSa 9-G.Bazile 13-C.Cabarrus 19-G.Courtois 25-I.Wojciechowski 27-Laurent Marceline 32-F.Ferreira DaS. 38-W. Kack Kack 40-D.Signori 44- T.Chakarian 48-B.Noir 50-J.Castinel 52-F.Blandanel 57-S.Manfredi 59-K.Belkolli 73-G.Puget 76-L.Poliniere 79-Fabien Ducousso 80-R.Amann 84-C.Windholtz 88-J.Larroque 92-M.Baudlet |

## Tableau des médailles
| Rang    | Nation    | Or | Argent | Bronze | Total |
| ------- | --------- | -- | ------ | ------ | ----- |
| 1       | Allemagne | 1  | 0      | 0      | 1     |
| 2       | Suède     | 0  | 1      | 0      | 1     |
| 3       | France    | 0  | 0      | 1      | 1     |
| Total : | Total :   | 1  | 1      | 1      | 3     |